# Zakłady karne w Polsce
Zakłady karne w Polsce – lista przedstawiająca zakłady karne w polskim systemie penitencjarnym.
Według danych z końca 2016 roku, w Polsce funkcjonowało 87 zakładów karnych różnego typu, którym podlegało dodatkowo 37 oddziałów zewnętrznych.

## Zakłady karne w Polsce
| Lp. | Zakład Karny (miejscowość) | pojemność (liczba miejsc)                                    | typ zakładu (przeznaczenie) |
| --- | -------------------------- | ------------------------------------------------------------ | --- |
| 1.  | ZK Barczewo                | 771                                                          | zamknięty, dla mężczyzn, odbywających karę po raz pierwszy z oddziałami: - dla recydywistów - szpitalnym - aresztu śledczego |
| 2.  | ZK Biała Podlaska          | 270                                                          | zamknięty dla recydywistów z oddziałami: - dla tymczasowo aresztowanych - półotwartym dla recydywistów - terapeutycznym dla recydywistów uzależnionych od alkoholu |
| 3.  | ZK Białystok               | 299                                                          | otwarty i półotwarty dla recydywistów |
| 4.  | ZK Braniewo                | 205                                                          | zamknięty, dla młodocianych i mężczyzn odbywających karę pozbawienia wolności po raz pierwszy. Przebywają tam również tymczasowo aresztowani pozostający do dyspozycji Sądu Rejonowego w Braniewie |
| 5.  | ZK Brzeg                   | 379                                                          | dla recydywistów, z oddziałem aresztu śledczego |
| 6.  | ZK Bydgoszcz-Fordon        | 623                                                          | zamknięty, z oddziałami dla mężczyzn odbywających karę po raz pierwszy, znajdują się tam oddziały: - dla tymczasowo aresztowanych - dla młodocianych w zakładzie typu zamkniętego - dla odbywających karę po raz pierwszy w zakładzie typu półotwartego - dla młodocianych odbywających karę w zakładzie typu półotwartego - dla osadzonych niewidomych odbywających karę w systemie terapeutycznym |
| 7.  | ZK Chełm                   | 710                                                          | zamknięty, dla mężczyzn recydywistów i osadzonych stwarzających poważne zagrożenie społeczne lub poważne zagrożenie dla bezpieczeństwa zakładu oraz osadzonych chorych na cukrzycę insulinozależną. Zakład posiada oddziały: - areszt śledczy dla mężczyzn - zakład karny typu zamkniętego dla odbywających karę po raz pierwszy - terapeutyczny dla osób z niepsychotycznymi zaburzeniami psychicznymi lub upośledzonych umysłowo |
| 8.  | ZK Cieszyn                 | 406                                                          | zamknięty dla recydywistów |
| 9.  | ZK Czarne                  | 1434                                                         | zamknięty, dla mężczyzn odbywających karę po raz pierwszy, z oddziałem zakładu karnego typu zamkniętego dla recydywistów, z oddziałami: - zakładu karnego typu półotwartego dla recydywistów - aresztu śledczego - terapeutycznym dla osób z niepsychotycznymi zaburzeniami psychicznymi lub upośledzonych umysłowo |
| 10. | ZK Czersk                  | 68                                                           | otwarty, z oddziałem półotwartym dla wszystkich kategorii skazanych kobiet: - młodocianych - odbywających karę po raz pierwszy - recydywistek Mogą w nim przebywać także skazani mężczyźni niezbędni do obsługi jednostki. |
| 11. | ZK Czerwony Bór            | 962                                                          | zamknięty, przeznaczony jest dla: - tymczasowo aresztowanych - odbywających karę po raz pierwszy w zakładzie typu zamkniętego, półotwartego i otwartego - młodocianych zakwalifikowanych do odbywania kary w zakładzie karnym typu półotwartego |
| 12. | ZK Dębica                  | 562                                                          | półotwarty przeznaczony dla mężczyzn odbywających karę po raz pierwszy, z oddziałem półotwartym dla recydywistów penitencjarnych |
| 13. | ZK Garbalin                | 973                                                          | półotwarty, dla mężczyzn recydywistów penitencjarnych, z oddziałem: - terapeutycznym dla skazanych uzależnionych od alkoholu - dla skazanych odbywających karę pozbawienia wolności po raz pierwszy |
| 14. | ZK Gdańsk-Przeróbka        | 626                                                          | półotwarty i otwarty dla młodocianych i dorosłych odbywających karę po raz pierwszy z oddziałem: - terapeutycznym dla skazanych uzależnionych od alkoholu |
| 15. | ZK Gębarzewo               | 604                                                          | zamknięty, przeznaczony dla dorosłych odbywających karę po raz pierwszy oraz dla młodocianych, z oddziałem: - półotwartym - aresztem śledczym |
| 16. | ZK Głogów                  | 314                                                          | półotwarty dla dorosłych recydywistów |
| 17. | ZK Głubczyce               | 289                                                          | zamknięty, dla odbywających karę po raz pierwszy z oddziałami: - areszt śledczy - zamknięty dla młodocianych - półotwarty dla odbywających karę po raz pierwszy - półotwarty dla młodocianych |
| 18. | ZK Goleniów                | 1039                                                         | zamknięty, dla mężczyzn recydywistów, z oddziałami: - areszt śledczy - półotwarty dla recydywistów Ponadto przebywać w zakładzie mogą: - skierowani do oddziału dla tymczasowo aresztowanych i skazanych zakwalifikowanych do systemu terapeutycznego poza oddziałem terapeutycznym, zakwalifikowanych jako wymagający osadzenia w wyznaczonym oddziale lub celi aresztu śledczego lub zakładu karnego typu zamkniętego w warunkach zapewniających wzmożoną ochronę społeczeństwa i bezpieczeństwo aresztu lub zakładu - skazani skierowani do oddziału terapeutycznego dla osób z zaburzeniami niepsychotycznymi lub upośledzonych umysłowo - skazani skierowani do oddziału terapeutycznego uzależnionych od alkoholu - tymczasowo aresztowani i skazani chorzy na cukrzycę insulinozależną                             |
| 19. | ZK Gorzów Wlkp.            | 944                                                          | półotwarty, dla mężczyzn, dorosłych pierwszy raz odbywających karę oraz młodocianych, z oddziałem aresztu śledczego. Zakładowi podlega Oddział Zewnętrzny w Słońsku, jako zakład karny z oddziałem półotwartym i otwartym dla recydywistów penitencjarnych |
| 20. | ZK Grądy Woniecko          | 225                                                          | półotwarty i otwarty dla odbywających karę po raz pierwszy |
| 21. | ZK Grodków                 | 96                                                           | półotwarty dla recydywistów |
| 22. | ZK Grudziądz Nr 1          | 1406 (w tym 367 w oddziale zewnętrznym przy ul. Sikorskiego) | zamknięty z oddziałem półotwartym i areszt śledczy dla kobiet (młodociane, pierwszy raz karane i recydywistki) oraz półotwarty dla mężczyzn odbywających karę po raz pierwszy i młodocianych. Funkcjonują tu oddziały: - ginekologiczno-położniczy - szkoła dla skazanych kobiet – Zespół Szkół dla Dorosłych - terapeutyczny dla skazanych kobiet, uzależnionych od alkoholu - terapeutyczny dla skazanych z niepsychotycznymi zaburzeniami psychicznymi lub upośledzonych umysłowo - Dom dla Matki i Dziecka, - Zewnętrzny: zamknięty, o pełnym systemie ochrony dla mężczyzn recydywistów oraz dla tymczasowo aresztowanych. |
| 23. | ZK Herby                   | 444                                                          | zamknięty, półotwarty dla młodocianych oraz dorosłych odbywający karę pozbawienia wolności po raz pierwszy |
| 24. | ZK Hrubieszów              | 366                                                          | półotwarty, zamknięty, młodociani i odbywający karę po raz pierwszy z oddziałem aresztu śledczego, mogą tu również odbywać karę skazani niepełnosprawni |
| 25. | ZK Iława                   | 1279                                                         | zamknięty, dla mężczyzn odbywających karę po raz pierwszy oraz typu zamkniętego dla młodocianych. Oddziały: - areszt śledczy - zamknięty dla odbywających karę po raz pierwszy - zamknięty dla młodocianych - półotwarty dla odbywających karę po raz pierwszy - półotwarty dla młodocianych - terapeutyczny dla osób z niepsychotycznymi zaburzeniami psychicznymi, upośledzeni umysłowo - terapeutyczny dla uzależnionych od alkoholu |
| 26. | ZK Inowrocław              | 531 (w tym 181 w oddziale zewnętrznym w Toruniu)             | półotwarty, dla recydywistów penitencjarnych z oddziałem terapeutycznym dla skazanych uzależnionych od alkoholu oraz oddział zewnętrzny w Toruniu: przeznaczony dla mężczyzn tymczasowo aresztowanych, skazanych młodocianych, odbywających karę po raz pierwszy oraz recydywistów penitencjarnych. |
| 27. | ZK Jasło                   | 212                                                          | półotwarty, dla dorosłych odbywających karę po raz pierwszy oraz młodocianych z oddziałem terapeutycznym dla skazanych uzależnionych od alkoholu |
| 28. | ZK Jastrzębie-Zdrój        | 1072                                                         | półotwarty, dla recydywistów, z oddziałami: - dla skazanych odbywających karę po raz pierwszy - dla recydywistów uzależnionych od alkoholu |
| 29. | ZK Kalisz                  | 197                                                          | zamknięty, dla mężczyzn odbywających karę po raz pierwszy, z oddziałami aresztu śledczego oraz zakładu typu półotwartego dla odbywających karę po raz pierwszy |
| 30. | ZK Kamińsk                 | 1307                                                         | zamknięty, z oddziałem półotwartym |
| 31. | ZK Kluczbork               | 426                                                          | zamknięty, dla recydywistów penitencjarnych z oddziałem dla tymczasowo aresztowanych |
| 32. | ZK Kłodzko                 | 659                                                          | zamknięty, dla mężczyzn recydywistów z oddziałami: - aresztu śledczego - terapeutycznym dla skazanych z niepsychotycznymi zaburzeniami psychicznymi lub upośledzonych umysłowo - terapeutycznym dla tymczasowo aresztowanych i skazanych uzależnionych od środków odurzających lub psychotropowych - półotwartym |
| 33. | ZK Koronowo                | 948                                                          | zamknięty, dla mężczyzn recydywistów z oddziałem zakładu karnego typu półotwartego |
| 34. | ZK Koszalin                | 479                                                          | półotwarty, dla mężczyzn odbywających karę po raz pierwszy, dla recydywistów penitencjarnych oraz mężczyzn chorych na cukrzycę insulinozależną |
| 35. | ZK Koziegłowy              | 469                                                          | półotwarty z oddziałem otwartym dla recydywistów |
| 36. | ZK Kraków – Nowa Huta      | 334                                                          | półotwarty, dla odbywających karę po raz pierwszy, z oddziałami: - aresztu śledczego dla kobiet - półotwarty dla skazanych kobiet odbywających karę po raz pierwszy, recydywistek i młodocianych - półotwarty dla skazanych mężczyzn odbywających karę po raz pierwszy i młodocianych |
| 37. | ZK Krzywaniec              | 873 + 19 miejsc zakwaterowania w Domu Matki i Dziecka        | Zakład typu zamkniętego dla kobiet i mężczyzn z oddziałami: - dla kobiet (skazane zakwalifikowane do wszystkich rodzajów i typów zakładów karnych) - typu zamkniętego dla mężczyzn (po raz pierwszy odbywający karę pozbawienia wolności i recydywiści) - typu półotwartego dla mężczyzn (po raz pierwszy odbywający karę pozbawienia wolności) - typu otwartego dla mężczyzn (po raz pierwszy odbywający karę pozbawienia wolności) - dla tymczasowo aresztowanych kobiet - terapeutyczny typu zamkniętego dla mężczyzn uzależnionych od środków odurzających i psychotropowych - Dom Matki i Dziecka W listopadzie 2007 r. oddano do użytku nowo wybudowany pawilon. W oddziałach umieszczonych w pawilonie odbywają karę mężczyźni zakwalifikowani do odbywania kary pozbawienia wolności z nadaną grupą R-1 oraz P-1. |
| 38. | ZK Kwidzyn                 | 662                                                          | półotwarty z oddziałem otwartym dla mężczyzn, dorosłych recydywistów |
| 39. | ZK Lubliniec               | 226                                                          | zamknięty, dla kobiet z oddziałami: - areszt śledczy - terapeutyczny dla osadzonych kobiet z niepsychotycznymi zaburzeniami psychicznymi lub upośledzonych umysłowo - dla uzależnionych od środków odurzających lub psychotropowych |
| 40. | ZK Łęczyca                 | 334                                                          | zamknięty, dla recydywistów z oddziałami: aresztu śledczego dla mężczyzn oraz oddziałem terapeutycznym dla recydywistów uzależnionych od alkoholu – 31.12.2006 jednostka zlikwidowana |
| 41. | ZK Łowicz                  | 948                                                          | zamknięty, dla mężczyzn, recydywistów, z oddziałem: - aresztu śledczego - zamkniętym - półotwartym - terapeutycznym dla uzależnionych od środków odurzających lub psychotropowych |
| 42. | ZK Łódź Nr 1               | 564                                                          | półotwarty, dla mężczyzn, recydywistów, z oddziałami: - aresztu śledczego - zamkniętym - półotwartym - otwartym dla kobiet |
| 43. | ZK Łódź Nr 2               | 164 (+160 szpital)                                           | zamknięty, dla skazanych mężczyzn, odbywających karę pozbawienia wolności po raz pierwszy. W ZK znajduje się szpital i dlatego w jednostce przebywają również kobiety i mężczyźni, wobec których stosowany jest środek zapobiegawczy w postaci tymczasowego aresztowania oraz skazane kobiety i mężczyźni. Przebywać tu mogą osadzeni wymagający umieszczenia w wyznaczonym oddziale lub celi aresztu śledczego lub zakładu karnego typu zamkniętego, w warunkach zapewniających wzmożoną ochronę społeczeństwa i bezpieczeństwa aresztu lub zakładu |
| 44. | ZK Łupków                  | 579 (w tym 317 w oddziale zewnętrznym Moszczaniec)           | półotwarty, dla mężczyzn, recydywistów |
| 45. | ZK Malbork                 | 254                                                          | zamknięty, dla mężczyzn odbywających karę po raz pierwszy z oddziałami: - aresztu śledczego dla mężczyzn - zakładu karnego typu zamkniętego dla młodocianych mężczyzn |
| 46. | ZK Medyka                  | 245                                                          | półotwarty, z oddziałem otwartym dla recydywistów |
| 47. | ZK Nowogard                | 1147                                                         | zamknięty, dla mężczyzn recydywistów z oddziałami: - aresztu śledczego - zamknięty dla odbywających karę po raz pierwszy - terapeutyczny zamkniętego dla osób uzależnionych od środków odurzających lub psychotropowych dla skazanych młodocianych i dorosłych odbywających karę po raz pierwszy - Oddział Zewnętrzny w Płotach typu otwartego przeznaczonym dla odbywających karę po raz pierwszy i młodocianych oraz odbywających karę aresztu wojskowego |
| 48. | ZK Nowy Sącz               | 444                                                          | zamknięty dla recydywistów z oddziałem dla tymczasowo aresztowanych. Funkcjonuje tu Zasadnicza Szkoła Zawodowa obecnie o kierunku monter elektronik o 2 letnim cyklu nauczania (liczba objętych nauczaniem wynosi ok. 50 skazanych) |
| 49. | ZK Nowy Wiśnicz            | 438                                                          | zamknięty dla recydywistów, z oddziałami: - terapeutycznym dla skazanych uzależnionych od alkoholu - półotwartym dla recydywistów |
| 50. | ZK Nysa                    | 751                                                          | zamknięty, dla odbywających karę po raz pierwszy, z oddziałami: - zamkniętym dla odbywających karę po raz pierwszy - zamkniętym dla młodocianych - półotwartym dla odbywających karę po raz pierwszy - półotwartym dla młodocianych Mogą tu przebywać chorzy na cukrzycę insulinozależną |
| 51. | ZK Oleśnica                | 172                                                          | zamknięty, dla odbywających pierwszy raz karę oraz dla skazanych młodocianych, oraz na oddziale terapeutycznym skazani z niepsychotycznymi zaburzeniami psychicznymi i upośledzeni umysłowo oraz od 01.01.2006 r. skazani za przestępstwo popełnione w związku z zaburzeniami preferencji seksualnych |
| 52. | ZK Opole                   | 152                                                          | otwarty dla mężczyzn, odbywających karę po raz pierwszy i młodocianych |
| 53. | ZK Pińczów                 | 761                                                          | zamknięty, dla mężczyzn, z aresztem śledczym |
| 54. | ZK Płock                   | 681                                                          | zamknięty, dla recydywistów, z oddziałami: - półotwarty - dla tymczasowo aresztowanych - terapeutyczny dla skazanych z niepsychotycznymi zaburzeniami psychicznymi lub upośledzonych umysłowo Jest to jednostka o najwyższym stopniu zabezpieczenia – mogą tu przebywać wszystkie kategorie więźniów |
| 55. | ZK Potulice                | 1321                                                         | zamknięty, dla mężczyzn odbywających karę po raz pierwszy, kobiet i mężczyzn podlegających leczeniu szpitalnemu w oddziałach hepatologicznym oraz gruźliczym i chorób płuc, tymczasowo aresztowanych i skazanych chorych na cukrzycę insulinozależną z oddziałami: - areszt śledczy dla mężczyzn - zamknięty dla młodocianych - dział terapeutyczny dla skazanych z niepsychotycznymi zaburzeniami psychicznymi lub upośledzonych umysłowo - dział terapeutyczny dla skazanych uzależnionych od alkoholu |
| 56. | ZK Przemyśl                | 207                                                          | zamknięty, dla odbywających karę po raz pierwszy, z oddziałami: aresztu śledczego oraz oddziałem dla młodocianych, posiada jedną celę przystosowaną do wykonywania kary wobec skazanych stwarzających poważne zagrożenia społeczne albo poważne zagrożenia dla bezpieczeństwa zakładu |
| 57. | ZK Racibórz                | 812                                                          | zamknięty dla recydywistów oraz półotwarty dla odbywających karę po raz pierwszy, z oddziałami: - dla tymczasowo aresztowanych - dla skazanych i tymczasowo aresztowanych zakwalifikowanych do tzw. „niebezpiecznych” - dla skazanych z niepsychotycznymi zaburzeniami psychicznymi lub upośledzonych umysłowo |
| 58. | ZK Rawicz                  | 841                                                          | dla dorosłych, pierwszy raz karanych i skazanych młodocianych, z oddziałem: - aresztu śledczego dla mężczyzn - terapeutycznym dla skazanych z niepsychotycznymi zaburzeniami psychicznymi i upośledzonych umysłowo oraz dla skazanych sprawców przestępstw, których podłożem było zaburzenie preferencji seksualnych - terapeutycznym dla skazanych uzależnionych od środków odurzających i psychotropowych |
| 59. | ZK Rzeszów Załęże          | 1260                                                         | zamknięty, dla recydywistów z oddziałami: - dla odbywających karę po raz pierwszy - dla tymczasowo aresztowanych - terapeutycznym dla osób z niepsychotycznymi zaburzeniami psychicznymi lub upośledzonych umysłowo - terapeutycznym dla uzależnionych od środków odurzających lub psychotropowych - dla osadzonych stwarzających poważne zagrożenie społeczne albo poważne zagrożenie dla bezpieczeństwa jednostki - ośrodek diagnostyczny |
| 60. | ZK Siedlce                 | 701                                                          | zamknięty dla mężczyzn, recydywistów, z oddziałami: - aresztu śledczego - szpitalnym - terapeutycznym dla osób z niepsychotycznymi zaburzeniami psychicznymi lub upośledzonych umysłowo |
| 61. | ZK Sieradz                 | 923                                                          | zamknięty z oddziałem półotwartym dla młodocianych i odbywających karę po raz pierwszy, z oddziałem: - aresztu śledczego - terapeutycznym dla osób z zaburzeniami psychicznymi lub upośledzonymi umysłowo |
| 62. | ZK Stare Borne             | 179, OZ Opatówek: 306                                        | półotwarty dla recydywistów. W skład Zakładu Karnego wchodzi OZ Opatówek |
| 63. | ZK Stargard                | 476                                                          | zamknięty przeznaczony dla skazanych mężczyzn odbywających karę po raz pierwszy, z oddziałami: - aresztu śledczego - zamknięty dla młodocianych - półotwarty dla odbywających karę po raz pierwszy - półotwarty dla młodocianych |
| 64. | ZK Strzelce Opolskie Nr 1  | 1047                                                         | zamknięty przeznaczonym dla skazanych mężczyzn, z oddziałami: - dla młodocianych - dla odbywających karę po raz pierwszy - dla chorych na cukrzycę insulinozależną |
| 65. | ZK Strzelce Opolskie Nr 2  | 610                                                          | zamknięty dla dorosłych mężczyzn, recydywistów, z oddziałami: - dla tymczasowo aresztowanych mężczyzn - terapeutycznym dla skazanych z niepsychotycznymi zaburzeniami psychicznymi lub upośledzonych umysłowo |
| 66. | ZK Strzelin                | 803                                                          | zamknięty, dla odbywających karę po raz pierwszy z oddziałami: - zamkniętym dla młodocianych - półotwartym dla odbywających karę po raz pierwszy - półotwartym dla młodocianych |
| 67. | ZK Szczecinek              | 220                                                          | dla karanych po raz pierwszy, z aresztem śledczym oraz oddziałem dla młodocianych mężczyzn |
| 68. | ZK Sztum                   | 1050                                                         | zamknięty dla mężczyzn recydywistów z oddziałami: - półotwartym - dla osadzonych stwarzających poważne zagrożenie społeczne lub bezpieczeństwa zakładu - terapeutycznym dla skazanych z niepsychotycznymi zaburzeniami psychicznymi lub upośledzonych umysłowo |
| 69. | ZK Tarnów                  | 1057                                                         | zamknięty, o pełnym systemie ochrony, dla mężczyzn, skazanych dorosłych odbywających karę po raz pierwszy, z oddziałami: - zamkniętego dla młodocianych - zamkniętego dla recydywistów - dla tymczasowo aresztowanych - dla osadzonych „niebezpiecznych” - półotwartym i otwartym dla recydywistów Mogą tu przebywać osadzeni chorzy na cukrzycę insulinozależną |
| 70. | ZK Tarnów-Mościce          | 369                                                          | półotwarty z oddziałem typu otwartego, dla mężczyzn, recydywistów |
| 71. | ZK Trzebinia               | 370                                                          | półotwarty z oddziałem otwartym dla odbywających karę po raz pierwszy i młodocianych |
| 72. | ZK Uherce Mineralne        | 671                                                          | półotwarty dla odbywających karę po raz pierwszy i skazanych młodocianych |
| 73. | ZK Wadowice                | 314                                                          | zamknięty, dla mężczyzn recydywistów, posiadający oddział dla tymczasowo aresztowanych |
| 74. | ZK Warszawa-Białołęka      | 1385                                                         | zamknięty dla odbywających karę po raz pierwszy z oddziałami: - aresztu śledczego - typu zamkniętego dla młodocianych - typu półotwartego dla odbywających karę po raz pierwszy |
| 75. | ZK Wierzchowo              | 515                                                          | zamknięty, dla mężczyzn odbywających karę po raz pierwszy oraz dla młodocianych |
| 76. | ZK Włocławek               | 1226                                                         | zamknięty dla mężczyzn odbywających karę po raz pierwszy z oddziałami: - areszt śledczy - zamknięty dla młodocianych - półotwarty dla odbywających karę po raz pierwszy - półotwarty dla młodocianych - dla osadzonych wymagających osadzenia w wyznaczonym oddziale lub celi aresztu śledczego lub zakładu karnego, w warunkach zapewniających wzmożoną ochronę społeczeństwa i bezpieczeństwa aresztu lub zakładu - terapeutyczny dla osadzonych uzależnionych od środków odurzających lub substancji psychotropowych |
| 77. | ZK Włodawa                 | 507                                                          | półotwarty dla recydywistów |
| 78. | ZK Wojkowice               | 1313                                                         | półotwarty dla odbywających karę po raz pierwszy z oddziałami: - areszt śledczy - zamknięty dla odbywających karę po raz pierwszy - zamknięty dla młodocianych - półotwarty dla młodocianych - terapeutyczny dla skazanych uzależnionych od alkoholu - otwarty dla odbywających karę po raz pierwszy - otwarty dla młodocianych |
| 79. | ZK Wołów                   | 1046                                                         | zamknięty, dla mężczyzn, recydywistów, z oddziałami: - zamknięty dla odbywających karę po raz pierwszy - półotwarty dla recydywistów |
| 80. | ZK Wrocław Nr 1            | 1384                                                         | zamknięty, dla odbywających karę po raz pierwszy, z oddziałami: - aresztu śledczego dla mężczyzn - aresztu śledczego dla kobiet - terapeutycznym dla mężczyzn uzależnionych od środków odurzających lub substancji psychotropowych i od alkoholu - zamkniętym dla młodocianych - półotwartym dla dorosłych mężczyzn |
| 81. | ZK Wrocław Nr 2            | 623                                                          | półotwarty i otwarty dla mężczyzn recydywistów |
| 82. | ZK Wronki                  | 1486                                                         | zamknięty dla recydywistów, z oddziałami: - półotwartym - terapeutycznym dla skazanych z niepsychotycznymi zaburzeniami psychicznymi lub upośledzonych umysłowo, a także z uzależnieniem od alkoholu albo innych środków odurzających lub substancji psychotropowych |
| 83. | ZK Zabrze                  | 497                                                          | półotwarty, dla mężczyzn recydywistów z oddziałem typu otwartego dla recydywistów penitencjarnych |
| 84. | ZK Zamość                  | 646                                                          | zamknięty, dla mężczyzn odbywających karę po raz pierwszy, w tym młodocianych, funkcjonuje tu również oddział: - półotwarty - dla tymczasowo aresztowanych - dwa oddziały terapeutyczne dla skazanych uzależnionych od alkoholu, z których jeden przeznaczony jest dla skazanych zakwalifikowanych do zakładu karnego zamkniętego, a drugi dla skazanych zakładu półotwartego |
| 85. | ZK Zaręba Górna            | 467                                                          | półotwarty, dla odbywających karę po raz pierwszy z oddziałami: - zamknięty dla odbywających karę po raz pierwszy - zamknięty dla młodocianych - półotwarty dla młodocianych |
| 86. | ZK Żytkowice               | 563                                                          | półotwarty dla mężczyzn, recydywistów |
| 87. | ZK/AŚ Warszawie-Służewcu   | 830                                                          | zamknięty, dla mężczyzn odbywających karę po raz pierwszy, w tym młodocianych, funkcjonuje tu również oddział: - półotwarty - dla tymczasowo aresztowanych - dwa oddziały terapeutyczne dla skazanych uzależnionych od alkoholu, z których jeden przeznaczony jest dla skazanych zakwalifikowanych do zakładu karnego zamkniętego, a drugi dla skazanych zakładu półotwartego |